# Héliport de Ceuta
Pour les articles homonymes, voir JCU.
L'héliport de Ceuta (IATA: JCU, ICAO: GECE) est un héliport situé dans l'enclave espagnole de Ceuta en Afrique du Nord. C'est la seule desserte aérienne de la ville qui permet depuis 2004, de relier Ceuta et Malaga ou Algésiras en hélicoptère, ainsi que l'aéroport de Melilla. L'héliport est situé à proximité du port de Ceuta.

## Histoire
L’état-major général de l’armée accorde en 1996, une autorisation temporaire pour l’utilisation civile de ses installations lorsque des conditions météorologiques défavorables empêchent les communications maritimes avec la péninsule espagnole.
La première étude est réalisée en 1996 pour la mise en place d’une installation commerciale permanente ouverte au trafic civil avec la péninsule espagnole.
Compte tenu de l’impossibilité de localiser un aéroport dans les environs de Ceuta, la solution a été trouvée dans un héliport dans la zone portuaire au plus près de la ville de Ceuta.
Après des négociations pertinentes avec les autorités portuaires, les travaux de l’héliport ont commencé en 2000 et se sont terminés en 2003. L’héliport a été officiellement inauguré par le secrétaire d’État Benigno Blanco, le 9 janvier 2004. 
En plus du trafic commercial civil, l’héliport sert également de base au service de santé aérienne de la ville autonome de Ceuta et à l’unité aérienne de la Garde civile. 

## Compagnies aériennes et destinations

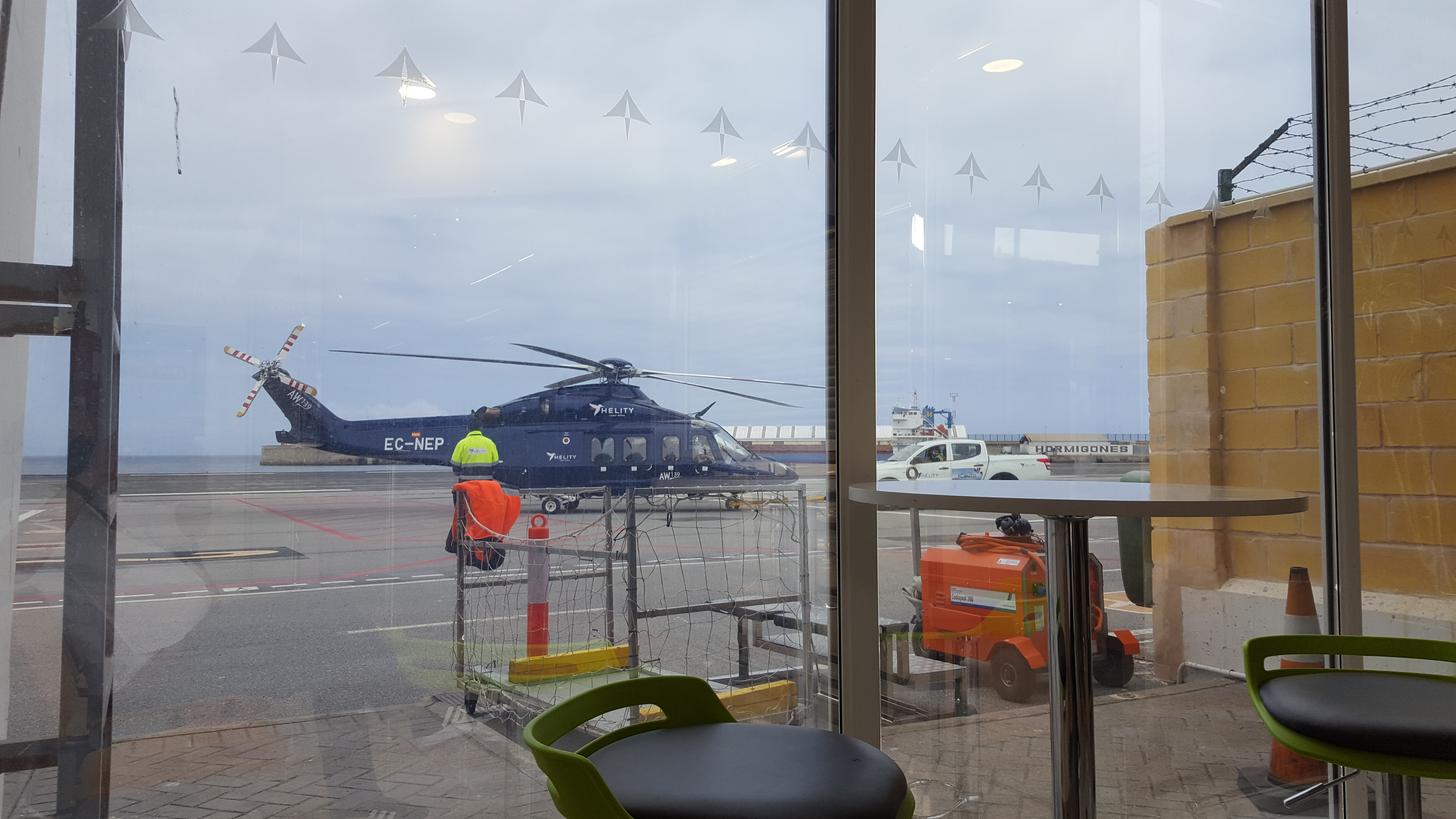
AgustaWestland AW139 de la compagnie Hélity Copter Airlines à l'héliport de Ceuta

La compagnie Hélity Copter Airlines (code OACI : HTY) assure en hélicoptère AgustaWestland AW139 des liaisons avec Malaga ou Algésiras.
Elle a transporté 64 736 passagers en 2021 contre 71 654 en 2019.
Le temps de vol est d'environ 7 minutes pour Ceuta - Algésiras contre 1 heure de bateau et 25 minutes pour un Ceuta- Malaga contre plus de 3 heures entre bateau et route ou 60 minutes pour un Ceuta - Melilla contre 6 heures de route.

## Situation
| \| 100 km1:11 216 000 \| Alicante Almería Andorre Badajoz Barcelone Bilbao Burgos León Castellón · de la Plana Ceuta Gérone Grenade Ibiza Jerez La Corogne Lleida Logroño Madrid Málaga Melilla Minorque Murcie Oviédo Palma de · Majorque Pampelune Reus Sabadell Saint-Jacques Saint-Sébastien Salamanque Santander Saragosse Séville Valence Valladolid Vigo Vitoria |
| 100 km1:11 216 000 |

Voir les Îles Canaries